# Kalinyinszko–Szolncevszkaja
A Kalinyinszko–Szolncevszkaja (oroszul: Кали́нинско-Солнцевская ли́ния) a moszkvai metró tervezett vonala, két vonalnak, a 8-asnak és a 8A-nak az együttes elnevezése. A vonal első szakasza 1979-ben nyílt meg Kalinyinszkaja (8-as vonal) néven a város keleti részében, majd 2014-ben 8A jelzéssel a nyugati részen, mindkét szakasz sárga színnel. A két vonal összekötésének idejéről a döntés 2019-ben, megvalósítása 2020 után várható.
2018-ban a Kalinyinszkaja szakasz hossza 16,5, a Szolncevszakaja szakaszé 20,5 kilométer, mindkét szakaszon 8 állomás van. A két szakasz összekötése után a teljes vonal hossza 52 kilométer lesz 25 állomással.

## Szakaszok átadása
| Szakasz                           | Átadás             | Hossz   |
| --------------------------------- | ------------------ | ------- |
| Markszisztszkaja–Novogirejevo     | 1979. december 30. | 11,4 km |
| Markszisztszkaja–Tretyjakovszkaja | 1986. január 25.   | 1,7 km  |
| Összesen:                         | 7 állomás          | 13,1 km |

## Fordítás
- Ez a szócikk részben vagy egészben  a(z)   Калининско-Солнцевская линия című orosz Wikipédia-szócikk ezen változatának fordításán alapul.  Az eredeti cikk szerkesztőit annak laptörténete sorolja fel. Ez a jelzés csupán a megfogalmazás eredetét és a szerzői jogokat jelzi, nem szolgál a cikkben szereplő információk forrásmegjelöléseként.